# 다비드 디 도나텔로상

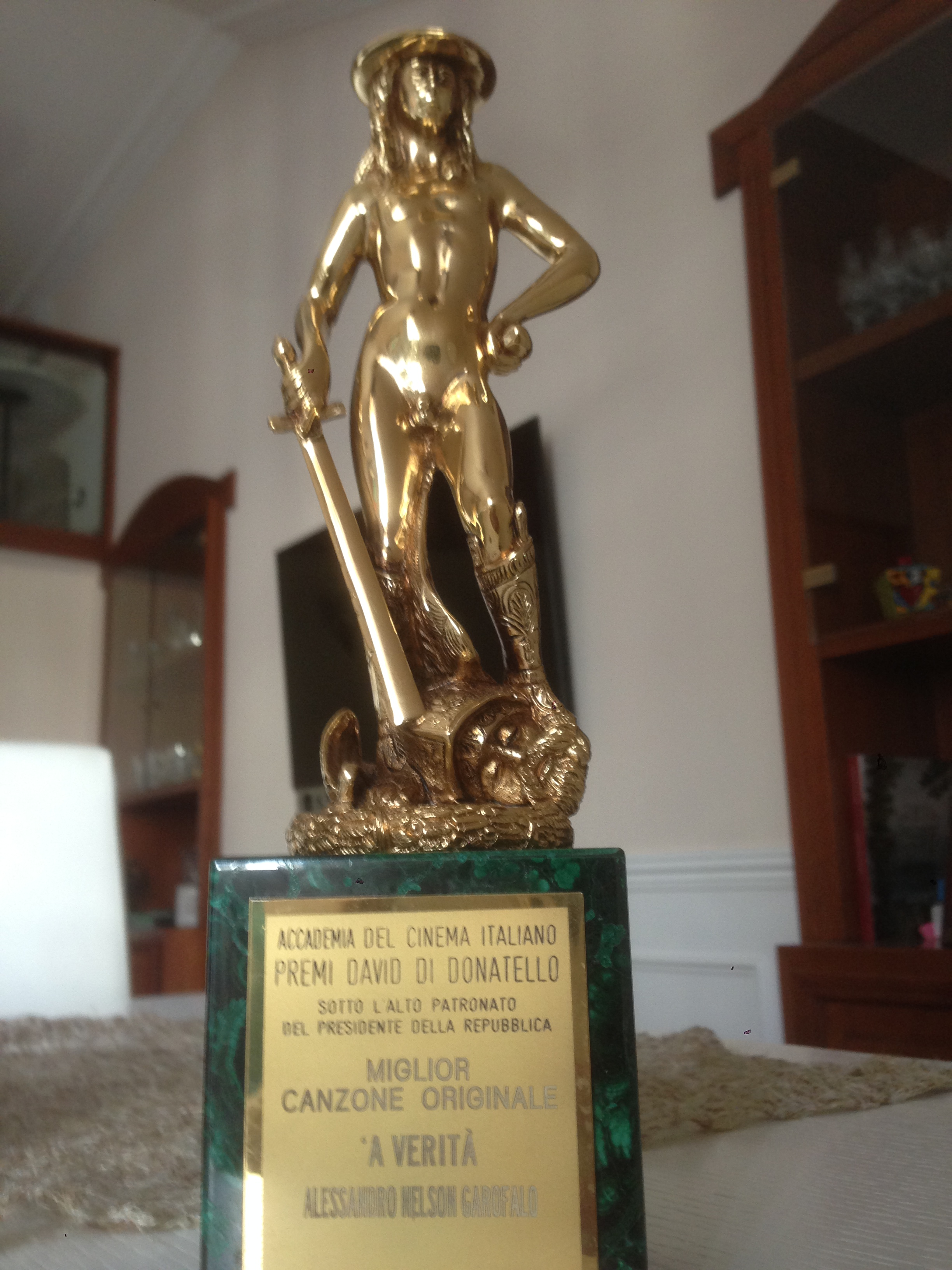
트로피 모습

다비드 디 도나텔로상(이탈리아어: Premio David di Donatello, 영어: David di Donatello Awards)은 이탈리아의 대표 영화 시상식이다. 상 이름은 이탈리아의 조각가 도나텔로의 다비드상에서 유래한다. 이탈리아의 아카데미상이라고도 불린다. 아카데미상과 같은 기준으로 하여 1955년, 다비드 디 도나텔로상이 설립됐고 1956년 7월 5일, 제1회 시상식이 개최됐다. 2006년부터 24개 부문에서 시상하고 있다. 도나텔로상은 영화 비평가·기자들이 아닌 각본가, 연기자, 영화 제작자 등 영화 관계자들이 투표·결정한다.
트로피는 상 이름에서 알 수 있듯이 도나텔리의 다비드상을 축소한 모양이며 금으로 제작된다.

## 시상 부문

### 현재의 시상 부문
- 작품상 (Miglior film)
- 감독상 (Miglior regista)
- 신인 감독상 (Miglior regista esordiente)
- 각본상 (Miglior sceneggiatura)
- 제작자상 (Miglior produttore)
- 남우주연상 (Migliore attore protagonista)
- 여우주연상 (Migliore attrice protagonista)
- 남우조연상 (Migliore attore non protagonista)
- 여우조연상 (Migliore attrice non protagonista)
- 촬영상 (Migliore autore della fotografia)
- 음악상 (Miglior musicista)
- 주제가상 (Migliore canzone originale)
- 미술상 (Migliore scenografo)
- 의상상 (Migliore costumista)
- 분장상 (Migliore truccatore)
- 헤어 디자인상 (Migliore acconciatore)
- 편집상 (Miglior montatore)
- 음향상 (Miglior fonico di presa diretta)
- 특수효과상 (Migliori effetti digitali)
- 장편 다큐멘터리 영화상 (Migliore documentario di lungometraggio)
- 단편 영화상 (Migliore cortometraggio)
- 젊은 다비드상 (David giovani)
- 외국 영화상 (Miglior film straniero)
- 유럽 영화상 (Miglior film dell'Unione Europea)
- 공로상 (David Speciale o David di Donatello alla carriera)

### 과거 시상 부문
- 외국 감독상 (Miglior produttore straniero)
- 외국 남자배우상 (Migliore attore straniero)
- 외국 여자배우상 (Migliore attrice straniera)